# Ministère des Transports (Côte d'Ivoire)
Pour les autres articles nationaux ou selon les autres juridictions, voir Ministère des Transports.
Le ministère des Transports  est un ministère de la Côte d'Ivoire. L'Autorité nationale de l'aviation civile est une agence filiale du ministère.

## Historique
Le ministère des transports de Côte d’Ivoire est lié au développement des infrastructures routières. Depuis l’indépendance 1960 à aujourd’hui il y a eu un grand pas. D’énormes investissements ont été effectués pour atteindre le développement et la modernisation des transports tant des personnes que des marchandises.

## Réseau routier
En 2000, le réseau routier total de la Côte d’Ivoire s’étend sur 82 000 km dont 75 500 km de routes en terre, 6500 km de routes bitumées et 224 km d’autoroutes. Ce réseau sert au trafic national voire international et relie les pays voisins. (Ghana, Mali, Burkina Faso, etc.).

## Parc automobile
Le parc automobile ivoirien est évalué 600 000 véhicules, dont 75% sont des voitures d’occasions. Environ 20 000 immatriculations sont effectuées chaque année. Actuel ministre des transport et Amadou Koné est l'actuel ministre des transports.

## Directions rattachées au ministère
| Direction                                                      | Sigle | Missions principales |
| -------------------------------------------------------------- | ----- | --- |
| Direction Générale des Routes                                  | DGR   | Gère la planification, la construction, l’entretien et la gestion du réseau routier national.                                            |
| Direction des Transports Routiers                              | DGTT  | Supervise le transport routier et ferroviaire, y compris la réglementation, la sécurité et la formation.                                 |
| Direction Générale de l’Aviation Civile                        | DGACI | Assure la régulation et la supervision de l’aviation civile, la sécurité aéroportuaire et la gestion des aéroports.                      |
| Direction Générale des Ports et du Transport Maritime          | DGPTM | Gère les ports maritimes et fluviaux, ainsi que le transport maritime.                                                                   |
| Direction de la Sécurité et la Prévention des Risques          | DSPR  | Veille à la sécurité dans tous les modes de transport et met en place des mesures de prévention des risques.                             |
| Direction de la Planification, des Études et de la Statistique | DPES  | Responsable de la planification stratégique, des études de faisabilité et de la collecte de statistiques dans le secteur des transports. |
| Direction des Affaires Juridiques et des Contentieux           | DAJC  | Gère les aspects juridiques et contentieux liés aux activités du ministère.                                                              |
| Direction des Ressources Humaines                              | DRH   | Gère le personnel du ministère, y compris la formation, le recrutement et l’évaluation des performances.                                 |
| Direction des Finances et du Matériel                          | DFM   | Gère le budget, la gestion et les biens du ministère.                                                                                    |
| Direction de la Communication et des Relations Extérieures     | DCRE  | Gère la communication externe, les relations publiques et la promotion des politiques des transports.                                    |